# ماجا سالوادور
ماجا راس آندرس سالوادور (متولد ۵ اکتبر ۱۹۸۸) بازیگر، خواننده، رقصنده، مدل و تهیه‌کننده فیلیپینی است. سالوادور که به عنوان "سوپراستار باشکوه" و " ملکه درام انتقام " شناخته می‌شود، دریافت کننده جوایز زیادی از جمله نامزدی جایزه فاماس، جوایز خلاق آکادمی آسیا و جوایز تلویزیونی آسیایی است.
او اولین بازیگری خود را در سن ۱۴ سالگی در تلویزیون در یک نقش کوچک برای انجام داد، که نامزدی بهترین شخصیت تلویزیونی جدید را در هجدهمین جایزه PMPC Star برای تلویزیون برای او به ارمغان آورد. اولین فیلم او سه سال بعد در فیلم سوکوب (۲۰۰۶) اتفاق افتاد. برای بازی در این فیلم او نامزد بهترین بازیگر نقش مکمل زن در پنجاه و پنجمین دوره جوایز فاماس و جوایز گاواد پاسادو در سال ۲۰۰۷ شد. او همچنین موفق به دریافت جایزه بهترین ستاره زن شد.
ماجا راس آندرس سالوادور در آپاری، کاگایان، فیلیپین، در ۵ اکتبر ۱۹۸۸ به دنیا آمد. مادر او تلما آندرس است در حالی که پدرش، راس ریوال از تبار آلمانی اسپانیایی، یک بازیگر بود. سالوادور عضوی از خانواده بازیگری است چراکه پدرش راس ریوال، عموی فیلیپ سالوادور و برادر ناتنی جان هرناندز است.